# Tuanku Najihah
Tuanku Najihah binti Tunku Besar Burhanuddin (Seri Menanti, 1º settembre 1923 – Kuala Lumpur, 8 settembre 2023) è stata Tunku Ampuan Besar di Negeri Sembilan dal 1967 al 2008 e Raja Permaisuri Agong della Malaysia dal 1994 al 1999. Al momento del decesso aveva il titolo di Tunku Ampuan.

## Biografia

### Formazione
Tuanku Najihah nacque a Seri Menanti il 1º settembre 1923 e ricevettela sua educazione formale presso la Tuanku Muhammad School, nel Negeri Sembilan. Si laureò  presso la London School of Oriental Studies. Frequentò un corso di formazione linguistica speciale previsto per le mogli dei diplomatici (mentre il marito, Tuanku Jaafar, seguiva un corso di diplomazia a Londra).

### Contributi sociali
Tuanku Najihah fece parte dell'Associated Country Women of the World. Fu inoltre patrona di varie organizzazioni femminili, come l'Associazione delle guide di Negeri Sembilan, il Consiglio islamico del welfare femminile e l'Istituto femminile. Inoltre fu presidente della squadra di badminton Tuanku Ampuan, patrona della squadra femminile malese di hockey, della squadra femminile malese di calcio, della squadra femminile malese di golf e dell'Associazione del golf femminile. Lavorò anche come primo Cancelliere della Università Sains Islam Malaysia.

## Vita personale
Dal suo matrimonio con Jaafar sono nati tre figli e tre figlie:
- Tunku Dara Naquiah Tunku Dara (nata il 26 dicembre 1944, foto Archiviato il 4 marzo 2016 in Internet Archive.);
- Tunku Naquiyuddin, Tunku Laksamana (nato l'8 marzo 1947, foto Archiviato il 29 ottobre 2013 in Internet Archive.);
- Tunku Imran, Tunku Muda di Serting (nato il 21 marzo 1948, foto Archiviato il 29 ottobre 2013 in Internet Archive.);
- Tunku Putri Jawahir, Tunku Putri (nata il 27 gennaio 1951, foto Archiviato il 29 ottobre 2013 in Internet Archive.);
- Tunku Irinah (nata il 23 novembre 1957, foto Archiviato il 29 ottobre 2013 in Internet Archive.);
- Tunku Putra Nazaruddin, Tunku Putra (nato il 26 ottobre 1959, foto Archiviato il 29 ottobre 2013 in Internet Archive.).